# Drosophila aureata
Drosophila aureata är en tvåvingeart som beskrevs av William Morton Wheeler 1957. 
Drosophila aureata ingår i släktet Drosophila och familjen daggflugor. Arten ingår som enda art i artgruppen Drosophila aureata som ingår i undersläktet Drosophila. Artens utbredningsområde sträcker sig från Mexiko till Panama och Trinidad.